# Список объектов всемирного наследия ЮНЕСКО в Армении
На территории Армении по состоянию на 2011 год находится 3 группы объектов всемирного наследия ЮНЕСКО: Всего 9 объектов всемирного наследия ЮНЕСКО
- Монастыри Ахпат и Санаин
- Собор и церкви Эчмиадзина с городом Вагаршапат, (в том числе Эчмиадзинский кафедральный собор, Церковь Святой Рипсиме, Церковь Святой Гаяне и Церковь Шогакат) и археологический памятник Звартноц
- Монастырь Гегард и верховья реки Азат

## Список
| # | Изображение | Название                          | Местоположение | Время создания  | Год внесения в список | №    | Критерии |
| - | ----------- | --------------------------------- | -------------- | --------------- | --------------------- | ---- | -------- |
| 1 |             | Монастырь Ахпат                   |                | X—XIII вв       | 1996, 2000            | 777  | ii, iv   |
| 1 |             | Монастырь Санаин                  |                | Х вв            | 1996, 2000            | 777  | ii, iv   |
| 1 |             | Мост Санаин                       |                | ХII вв          | 1996, 2000            | 777  | ii, iv   |
| 2 |             | Вагаршапат                        |                | II век до н. э. | 2000                  | 1011 | ii, iii  |
| 2 |             | Эчмиадзинский кафедральный собор  |                | IV век          | 2000                  | 1011 | ii, iii  |
| 2 |             | Церковь Святой Рипсимэ            |                | 618 год         | 2000                  | 1011 | ii, iii  |
| 2 |             | Церковь Святой Гаянэ              |                | 630 год         | 2000                  | 1011 | ii, iii  |
| 2 |             | Церковь Шогакат                   |                | 1646 год        | 2000                  | 1011 | ii, iii  |
| 2 |             | Aрхеологический памятник Звартноц |                | VII век         | 2000                  | 1011 | ii, iii  |
| 3 |             | Монастырь Гегард                  |                | IV—XIII вв      | 2000                  | 960  | ii       |
| 3 |             | Верховья реки Азат                |                | —               | 2000                  | 960  | ii       |

## Кандидаты
На включение в список всемирного наследия ЮНЕСКО номинируются 7 групп объектов:
- Раскопки города Двин и город Двин
- Ереруйкская базилика
- Монастыри Татев и Татеви Анапат и прилегающие к ним территории каньона реки Воротан
- Монастырь Нораванк и долина каньона реки Амагу
- Вишапы и культурный ландшафт Тиринкатара
- Археологический комплекс Гарни
- Археологическое наследие Урарту в Ереване

| № | Изображение | Название                                                            | Местоположение                             | Время создания           | № | Критерии                   |
| - | ----------- | ------------------------------------------------------------------- | ------------------------------------------ | ------------------------ | - | -------------------------- |
| 1 |             | Руины древнеармянского города Двин                                  | Область Арарат, город Двин                 | —                        |   | (ii), (iii), (vi)          |
| 2 |             | Руины базилики Ереруйк                                              | Юг области Ширак                           | V век                    |   | (iii)(iv)(vi)              |
| 3 |             | Монастырь Татев                                                     | Юг Армении, область Сюник                  | 906 год                  |   | (i)(ii)(iv)(vi)(vii)(ix)   |
| 3 |             | Монастырь Татеви Анапат                                             | Юг Армении, область Сюник                  | XVIII век                |   | (i)(ii)(iv)(vi)(vii)(ix)   |
| 3 |             | Районы реки Воротан, прилегающие к монастырям Татев и Татеви Анапат | Юг Армении, область Сюник                  | —                        |   | (i)(ii)(iv)(vi)(vii)(ix)   |
| 4 |             | Монастырский комплекс Нораванк                                      | Область Вайоц-Дзор, близ города Ехегнадзор | X век                    |   | (i)(iii)(vi)(vii)(ix)      |
| 4 |             | Районы реки Амагу, прилегающие к монастырю Нораванк                 | Область Вайоц-Дзор, близ города Ехегнадзор | —                        |   | (i)(iii)(vi)(vii)(ix)      |
| 5 |             | Вишапы и культурный ландшафт Тиринкатара                            | Область Арагацотн, близ горы Тиринкатар    | —                        |   | (ii), (iii), (vi)          |
| 6 |             | Археологический комплекс Гарни                                      | Область Котайк                             | I век                    |   | (iii), (iv), (vii), (viii) |
| 7 |             | Археологическое наследие Урарту в Ереване                           | Ереван                                     | VIII — VII века до н. э. |   | (ii), (iii), (iv)          |

## Исключённые объекты
Часть объектов была ранее исключена ЮНЕСКО из Предварительного списка по той или иной причине. Источники: , , 
| # | Изображение | Название                                                                                                  | Местоположение      | Время создания | Год внесения в список | № | Причина                   |
| - | ----------- | --- | ------------------- | -------------- | --------------------- | - | ------------------------- |
| 1 |             | Культурный ландшафт долины реки Гнишик: монастырь Нораванк, церковь и пещера в Арени, пещера Мозров и др. | Область: Вайоц-Дзор | —              | 2004                  | — | Не зарегистрирован ЮНЕСКО |

## Нематериальное культурное наследие ЮНЕСКО
В нематериальное культурное наследие ЮНЕСКО в Армении включены:
| # | Изображение | Название | Год внесения в список | №    |
| - | ----------- | --- | --------------------- | ---- |
| 1 |             | Дудук и исполняемая на нём музыка | 2005, 2008            |      |
| 2 |             | Армянские хачкары, символика и мастерство их создания | 2010                  |      |
| 3 |             | Армянский эпос Давид Сасунский | 2012                  |      |
| 4 |             | «Лаваш: изготовление традиционного хлеба, значение и культурные проявления в Армении» | 2014                  |      |
| 5 |             | «Кочари — традиционный танец, который широко исполняется по всей Армении во время праздников, семейных торжеств и других праздничных мероприятий, характеризующий как танец, доступный для всех — независимо от возраста, пола или социального статуса, содействующий обеспечению непрерывности исторической, культурной и этнической памяти» | 2017                  | [15] |
| 6 |             | Армянское письменное искусство и её культурное самовыражение | 2019                  | [16] |
| 7 |             | Паломничество в монастырь Святого апостола Фаддея | 2020                  | [17] |
| 7 |             | Паломничество в монастырь Святого Степаноса | 2020                  | [18] |
| 7 |             | Паломничество в Дзор Дзор | 2020                  | [17] |
| 7 |             | Паломничество в Церковь Святой Богородицы (Дарашамб) | 2020                  | [17] |
| 7 |             | Паломничество в Часовня Чупана | 2020                  | [17] |

## Армянские объекты всемирного наследия вне территории Армении
| # | Изображение | Название                                           | Местоположение | Время создания | Год внесения в список | №    | Критерии    |
| - | ----------- | -------------------------------------------------- | -------------- | -------------- | --------------------- | ---- | ----------- |
| 1 |             | Монастырь Церковь Святого Всеспасителя (Дербент)   | Россия         | 1860 год       | 1070                  | 2003 | iii, iv     |
| 2 |             | Анийский собор                                     | Турция         | 1001 год       | 2016 год              | 1518 | ii, iii, iv |
| 2 |             | Церковь Святого Спасителя (Ани)                    | Турция         | 1035 год       | 2016 год              | 1518 | ii, iii, iv |
| 2 |             | Церковь Святого Григория Просветителя (Абугамренц) | Турция         | X век          | 2016 год              | 1518 | ii, iii, iv |
| 2 |             | Церковь Святого Григория Просветителя (Ани)        | Турция         | 1001-1020 годы | 2016 год              | 1518 | ii, iii, iv |
| 2 |             | Девичий Монастырь (Ани)                            | Турция         | XIII век       | 2016 год              | 1518 | ii, iii, iv |
| 2 |             | Церковь Тигран Хоненц                              | Турция         | 1215 год       | 2016 год              | 1518 | ii, iii, iv |
| 2 |             | Церковь Святых Апостолов (Ани)                     | Турция         | 1031 год       | 2016 год              | 1518 | ii, iii, iv |
| 3 |             | Гробница Антиоха I Коммагенского                   | Турция         | 1 век до н.э.  | 1987 год              | 448  | ii, iii, iv |